# Helina violescens
Helina violescens är en tvåvingeart som beskrevs av Carroll William Dodge 1967. Helina violescens ingår i släktet Helina och familjen husflugor. Inga underarter finns listade i Catalogue of Life.